# U-boot
Een U-boot (afkorting voor Unterseeboot) is een Duitse onderzeeboot. Deze U-boten vormden tijdens zowel de Eerste Wereldoorlog (Kaiserliche Marine) als de Tweede Wereldoorlog (Kriegsmarine) een geducht wapen, dat door de onbeperkte duikbotenoorlog tegen de geallieerde koopvaardij de bevoorrading van het Verenigd Koninkrijk dreigde lam te leggen.

## Eerste U-boten

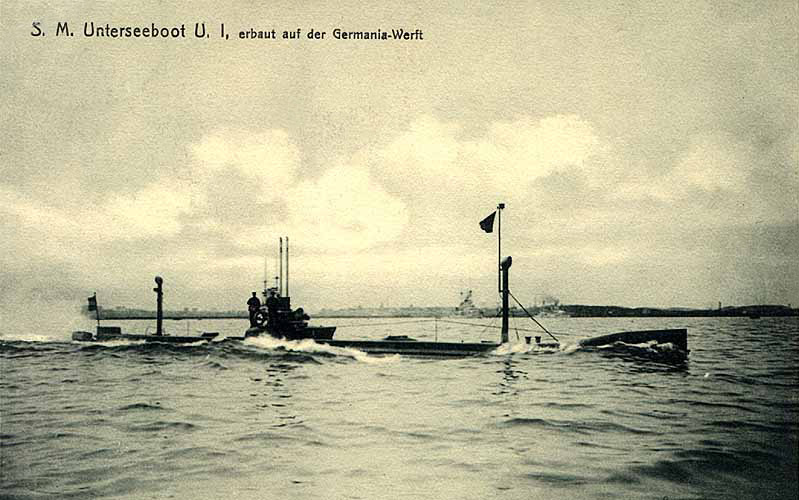
De allereerste U-boot, the SM U 1

De Duitse grootadmiraal Alfred von Tirpitz was de drijvende kracht achter de opbouw van de Duitse Hochseeflotte waarmee hij de hegemonie van de Royal Navy wou doorbreken. In zijn bouwprogramma lag de focus op dure slagschepen en voor onderzeeërs zag hij geen plaats in zijn toekomstige vloot. Pas toen de Duitse industrie en vooral de firma Krupp zich begon toe te leggen op onderzeebootbouw en onderzeeërs exporteerde naar Keizerrijk Rusland, Koninkrijk Italië, Oostenrijk-Hongarije en Noorwegen, gaf hij met tegenzin de opdracht voor de bouw van één onderzeeër. Bij de indienststelling van de SM U 1 in december 1906 was Duitsland de laatste grote zeemacht die onderzeeërs toevoegde aan hun arsenaal. De SM U 1 gebruikte de toen gangbare technologie : voor onderwatervaart was er een elektromotor, die gevoed werd door batterijen. Voor bovenwatervaart was er een kerosinemotor, die veel veiliger was dan een benzinemotor maar wel van ver zichtbare dikke witte uitlaatgassen uitstootte via een schoorsteen. De kerosinemotor werd ook gebruikt om de elektromotor aan te drijven als dynamo voor het genereren van stroom om te batterijen op te laden. Tussen 1908 en 1910 werden nog veertien kerosineboten gebouwd. Pas in 1910 begon Duitsland weerom als laatste grote zeemacht, met het installeren van de meer robuuste en krachtiger dieselmotoren in onderzeeërs.

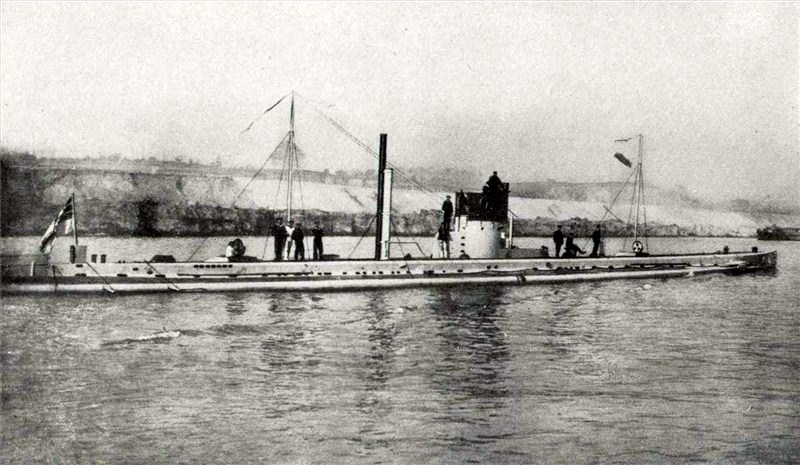
Duitse U-boot U 9 (1910)

## Eerste Wereldoorlog
Bij het begin van de Eerste Wereldoorlog waren onderzeeërs al geëvolueerd van wapens voor kustverdediging tot volwaardige oorlogsboten. Ze hadden genoeg actieradius om op volle zee te gaan en om mee te doen aan de aanvallen op koopvaardijschepen, maar praktisch gezien verhinderde het prijzenrecht dat ze koopvaarders konden aanvallen omdat ze de toen geldende regels in verband met aanhouden, inspecteren en opbrengen moeilijk konden uitvoeren. Daarom werden onderzeeërs enkel ingezet bij vlootacties en was de verwachting dat ze alleen tegen oorlogsschepen zouden opereren. Zowel Britse als Duitse onderzeeërs slaagden erin om enkele kruisers op de Noordzee tot zinken te brengen, en mede daardoor bleef een confrontatie tussen de Britse Grand fleet en de Duitse Hochseeflotte uit.
De Britten interpreteerden het prijzenrecht heel ruim en hielden ook neutrale schepen zonder contrabande tegen, wat neerkwam op een blokkade van Duitsland. Als reactie verklaarden de Duitsers vanaf 18 februari 1915 de wateren rond Groot-Brittannië tot oorlogszone en begonnen ze een onbeperkte duikbotenoorlog. Er waren maar 29 U-boten in dienst, te weinig voor een effectieve blokkade. De U-boten brachten niet genoeg schepen tot zinken en neutrale landen en vooral de Verenigde Staten protesteerden hevig tegen het tot zinken brengen van neutrale schepen. Op 7 mei 1915 bracht de U 20 het passagiersschip Lusitania tot zinken en daarbij kwamen 118 Amerikaanse burgers om. Onder druk van de Verenigde Staten werd de onbeperkte duikbootoorlog gestopt in september 1915. De meeste onderzeeërs werden naar de Middellandse Zee gestuurd, waar ze evengoed doelen vonden zonder gevaar voor Amerikaanse schepen te treffen.
In de periode dat het prijzenrecht gerespecteerd werd, ging een U-boot als volgt te werk: De U-boot patrouilleerde aan de oppervlakte varend in een hem toegewezen zone. Een onderzeeër had geen radioverbinding en opereerde alleen. Als een vrachtschip werd waargenomen voer de U-boot ondergedoken naar het schip toe en kwam dicht bij het schip boven water. Met een kanon op het dek vuurde de U-boot een waarschuwingsschot af voor de boeg. Met lichtsignalen gaf de U-bootkapitein opdracht aan de bemanning van het vrachtschip om in de reddingssloepen te gaan. Ingeval het schip neutraal was, werd het door de prijsbemanning onderzocht op contrabande. Nadat iedereen van boord was werd het schip tot zinken gebracht, soms doordat de prijsbemanning explosieve ladingen aanbracht, meestal door kanonvuur en soms lanceerde de U-boot een torpedo. De bemanning van het schip werd niet als vijandelijk gezien en altijd zo veel mogelijk gespaard. Soms nam de U-boot haar zelfs mee en zette ze over op een passerend schip van een neutraal land.
In 1916 zag het er niet naar uit dat het Duitse leger een beslissing kon forceren op het loopgravenfront, de Duitse Generale Staf drong er bij de keizer op aan om de onbeperkte duikbotenoorlog te hervatten. Er waren nu 54 onderzeeërs in dienst en daarmee kon in februari 1916 een tweede onbeperkte duikbotenoorlog van start gaan. De U-boten kregen wel beperkingen opgelegd om een tweede incident zoals dat met de Lusitania te vermijden. In twee maanden tijd brachten de U-boten 284.000 ton tot zinken. Maar dan gebeurde toch weer een incident met een passagiersschip en op 24 april 1916 werd de onbeperkte duikbotenoorlog weer stopgezet. Op 6 oktober werd de onbeperkte duikbotenoorlog hervat in de Middellandse Zee, terwijl in de Britse wateren het prijzenrecht bleef gelden. Tegen 1 februari 1917 waren 500 schepen gekelderd voor een totaal van 1.100.000 ton.
Op 1 februari 1917 werd de onbeperkte duikbootoorlog tegen het Verenigd Koninkrijk hervat. Duitsland hoopte binnen zes maanden voldoende Britse schepen vernietigd te hebben zodat het Verenigd Koninkrijk niet meer in staat zou zijn de oorlog verder te zetten. Men nam het risico op een Amerikaanse oorlogsverklaring, de Duitsers hoopten ofwel het Verenigd Koninkrijk uitgeschakeld te hebben tegen dat de Amerikanen effectief gingen deelnemen aan de oorlog, ofwel dat de U-boot vloot ook de Amerikaanse bevoorradingsschepen en troepentransporten konden tegenhouden. Op 3 februari verbrak Amerika de diplomatieke relaties met Duitsland, en in de daaropvolgende maanden leden de Britten zware verliezen aan koopvaarders. In april verklaarde Amerika ten slotte de oorlog aan Duitsland

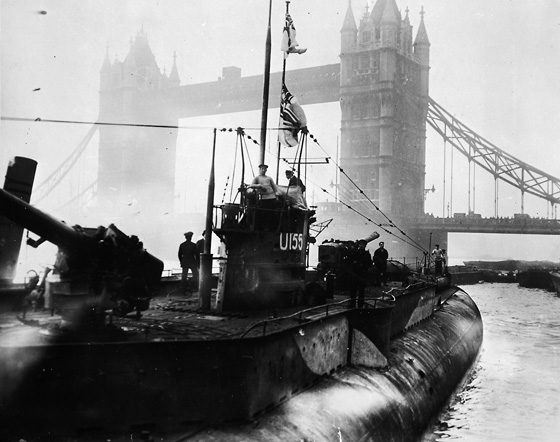
In beslag genomen U 155 in 1919 te Londen

## Interbellum
Na de Eerste Wereldoorlog mocht Duitsland, volgens de bepalingen van het Verdrag van Versailles, geen duikboten meer hebben en lag dus ook verdere technische innovatie van de U-boot in Duitsland zelf stil maar er werd niettemin gezocht naar manieren om toch de draad weer op te pakken. In die periode werd er vooral in Nederland en het Verenigd Koninkrijk grote vooruitgang geboekt op het gebied van de onderzeeboottechniek. Om deze vooruitgang niet te missen stichtte de firma Krupp, met medeweten en financiële ondersteuning van de regering in Berlijn, in 1922 het Nederlandse Ingenieurskantoor voor Scheepsbouw (IVS). Hier werkten 40 Duitse ingenieurs aan nieuwe typen onderzeeboten. De eerste onderzeeboot werd in 1927 aan Turkije geleverd. Daarna richtte IVS zich op de productie van 'demonteerbare' onderzeeërs. De onderdelen hiervan – accu's, periscopen, dieselmotoren – werden van Nederland naar Duitsland gesmokkeld en daar in geheime opslagplaatsen bewaard. Nadat nazi-Duitsland in juni 1935 het Brits-Duits vlootverdrag had gesloten, dat aan Duitse zijde het aantal oppervlakteschepen van de marine aan strikte limieten bond, maar pariteit toestond voor wat betreft onderzeeërs, kon de Kriegsmarine aan de montage van de onderzeeërs beginnen. Al een half jaar na ingang van het vlootverdrag beschikte Duitsland over veertien inzetklare onderzeeërs.

## Tweede Wereldoorlog

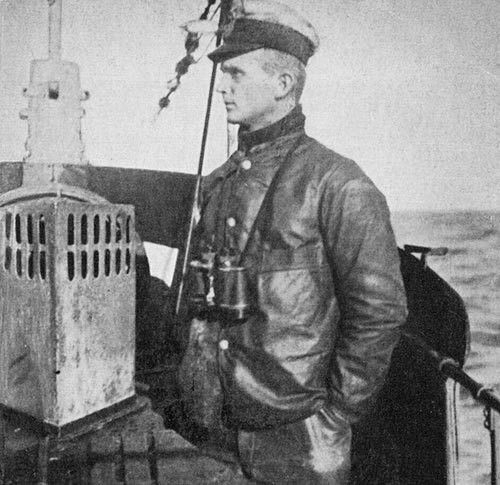
Karl Dönitz was in de Eerste Wereldoorlog een onderzeebootkapitein en in de Tweede Wereldoorlog de commandant van alle Duitse onderzeeërs

Hitler besefte al snel dat hij de oorlog alleen zou kunnen winnen wanneer hij een land als het Verenigd Koninkrijk economisch kon ondermijnen. Als de bevoorradingslijnen van een land konden worden afgesneden, zou daardoor de economie ontwricht raken. Zo'n land kwam dan zonder voldoende grondstoffen, wapens, munitie, voeding en brandstoffen te zitten en zou de oorlog uiteindelijk niet vol kunnen houden. Daarom moesten Duitse oorlogsschepen zo veel mogelijk vijandelijke koopvaardijschepen uitschakelen. Dit hadden de Duitsers overigens zelf ook ondervonden in de Eerste Wereldoorlog: de toenmalige blokkade van de Duitse havens door de geallieerde tegenstanders was zeer effectief en de resulterende tekorten aan voedsel en grondstoffen waren een belangrijke factor in het Duitse verlies van deze oorlog.

### Aanvalstactieken
In de Tweede Wereldoorlog voeren de meeste koopvaarders in grote konvooien die begeleid werden door oorlogsschepen. De Kriegsmarine besloot daarom tot de zogeheten Rudeltaktik (Engels: Wolfpack). U-boten vormden patrouille linies om naar konvooien te zoeken. Als een konvooi was gevonden, werd gewacht met aanvallen tot voldoende onderzeeërs zich rond het konvooi verzameld hadden. De aanval werd dan 's nachts uitgevoerd, waarbij de U-boten boven water bleven varen. Door hun laag silhouet waren zij onzichtbaar voor de vijand terwijl zijzelf met gemak hun doelen konden uitkiezen. Koopvaarders die te snel of te traag waren voor een konvooi voeren alleen. De koopvaardijschepen werden bewapend om U-boten te kunnen afweren wanneer die een waarschuwingsschot afvuurde. Daardoor werden de U-boten gedwongen hun beperkte voorraad torpedo's te gebruiken en konden ze minder slachtoffers maken.

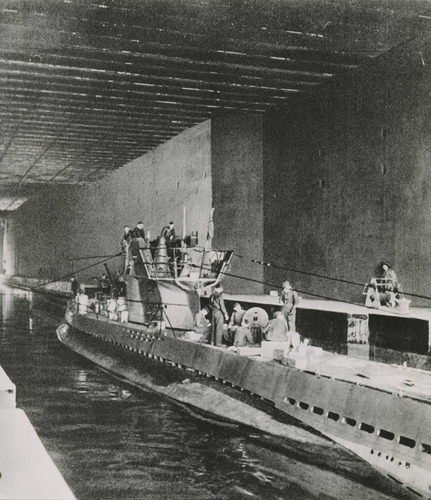
U-boot in onderhoud in een U-bootbunker

### U-bootbases en U-bootbunkers

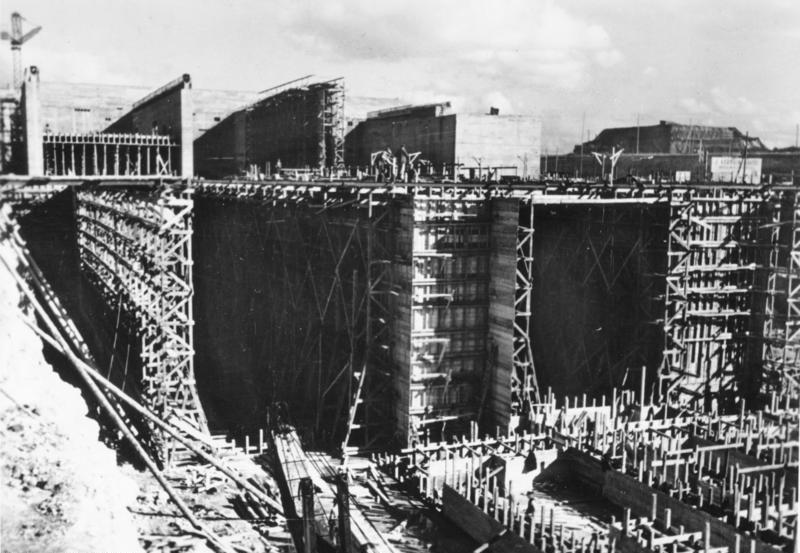
De bouw van de U-bootbunker te La Pallice vlak bij La Rochelle

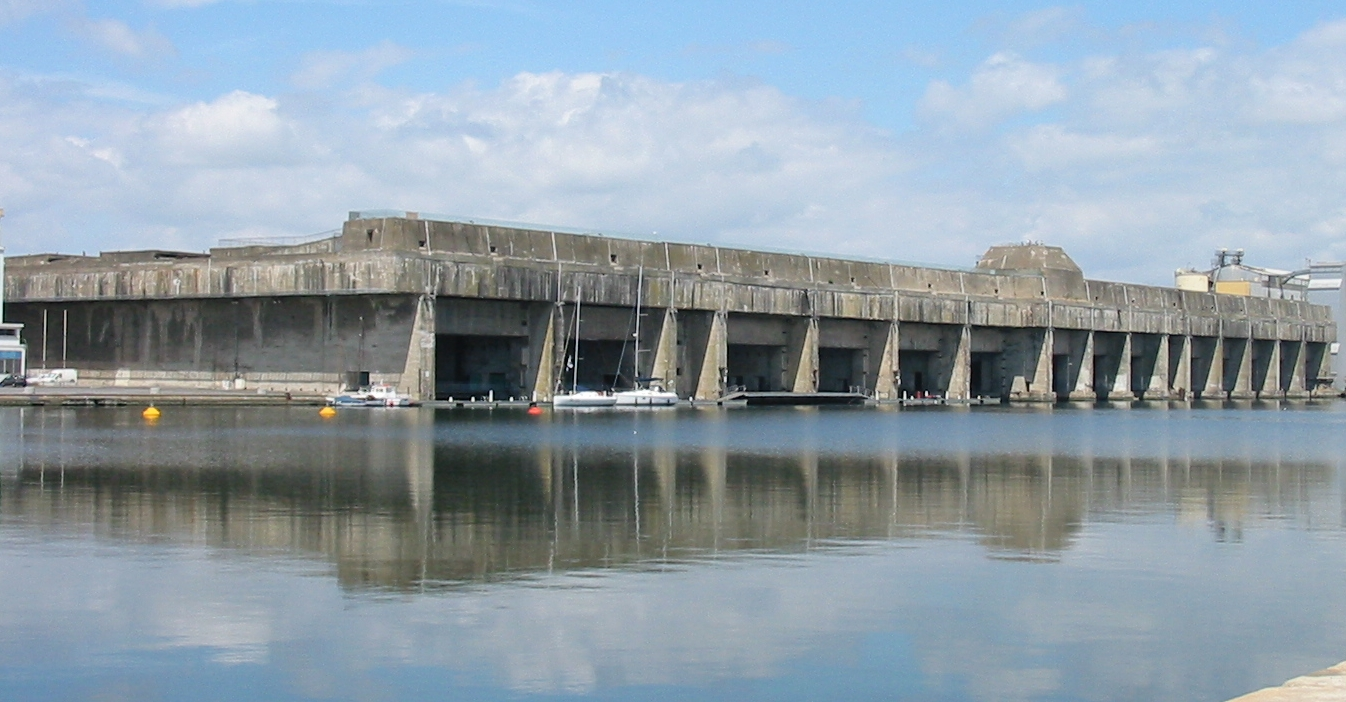
U-bootbasis in Saint-Nazaire

Na de verovering van Frankrijk en Noorwegen in 1940 namen de Duitsers diverse havens in dienst als U-boot basis. Alle Franse Atlantische havens en de Noorse havens lagen binnen het bereik van Britse bommenwerpers. Om deze bedreiging te elimineren werden vanaf 1941 onderzeebootbunkers gebouwd door de Organisation Todt. Om deze gigantische structuren te bouwen zetten de Duitsers zo'n 300.000 dwangarbeiders en gevangenen in, die aangevoerd werden vanuit heel Europa. Sommige van deze bouwwerken staan er nu nog steeds, omdat het te veel kost om ze af te breken. In 1941 werd begonnen met de bouw van bunkers in : 
- Frankrijk (5): Bordeaux, Brest, La Rochelle/La Pallice, Lorient en Saint-Nazaire. In Saint-Nazaire werden ook de Italiaanse Atlantische onderzeeërs van BETASOM gestationneerd.
- Noorwegen (2): Bergen en Trondheim
- Duitsland (2): Kiel en Helgoland.

In November 1942 veroverde Duitsland ook het niet-bezette deel van Frankrijk in Operatie Anton, en om de strijd in de Middellandse Zee te steunen werd ook begonnen met de bouw van U-bootbunkers in de haven van Marseille. Die bunker werd niet in dienst genomen vóór de Geallieerden Marseille innemen tijdens Operatie Dragoon. U-boten opereerden al vanaf eind 1941 in de Middellandse Zee en waren gestationneerd in La Spezia, Italië en Salamis bij Griekenland. In Duitsland zelf werden nog gelijkaardige constructies voor U-boten gebouwd in Hamburg en Bremen maar die dienden als schuilplaats voor de bouw, montage of herstelling van U-boten, niet als operationele basis. In Noorwegen opereerden U-boten tegen Arctische konvooien vanuit Noorse havens zoals Hammerfest, Narvik en Kirkenes. Ook worden er trainings flottieljes gestationneerd in Horten en Kristiansand, wanneer de Baltische havens overvol raken of oorlogshandelingen te dichtbij komen. Via de Rijn en Donau werd ook een flotielje kustonderzeeërs van het Type II naar de Zwarte Zee gebracht. Deze waren in Constanța, Roemenië gestationneerd. Tijdens de campagne in de Indische Oceaan gebruikten sommige Duitse U-boten van de 'Monsoon' groep ook ligplaatsen in havens die door de Japanse bondgenoot bezet waren: Penang, Batavia en Soerabaja. Voor reparaties moest naar Singapore uitgeweken worden.

### Prestaties van de U-boten

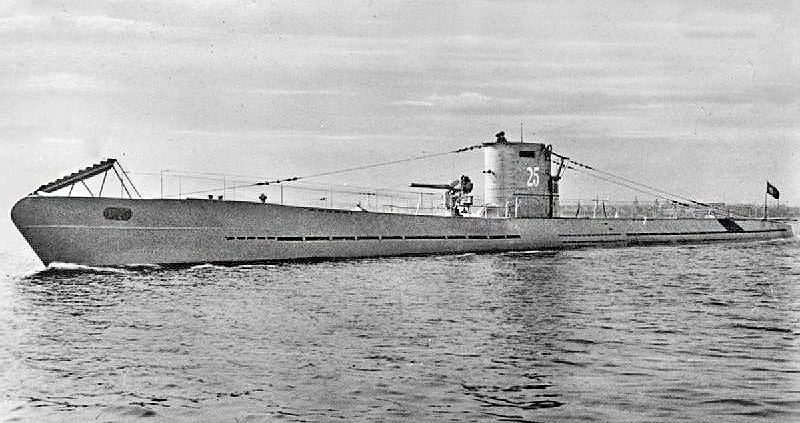
De U 25, een Type I U-boot

Tijdens de oorlog brachten de U-boten in totaal zo'n 3000 geallieerde schepen tot zinken. Ruim 95% van alle slachtoffers van U-boten waren koopvaardijschepen. De rest waren kleinere en grote oorlogsschepen: torpedobootjagers, kruisers en geallieerde onderzeeboten. Naar schatting kwamen zo'n 35.000 zeelieden om door toedoen van U-boten. Er werden ook zeven zeer grote schepen tot zinken gebracht. In 1939 werd het slagschip HMS Royal Oak tot zinken gebracht door de U 47 van Günther Prien. In 1941 vernietigde de U 331 het slagschip HMS Barham (1915). Verder werden vijf vliegdekschepen vernietigd, waaronder de HMS Ark Royal. Vanwege hun successen werden veel onderzeebootkapiteins beschouwd als helden. Ze werden hoofdrolspelers in groots opgezette propagandacampagnes en waren zeer populair onder de Duitse bevolking. De volgende lijst geeft een indruk van de successen van de Duitse U-bootkapiteins en hun bemanningen aan de hand van het aantal tot zinken gebrachte schepen.
- Otto Kretschmer (47)
- Wolfgang Lüth (46)
- Erich Topp (38)
- Karl-Friedrich Merten (36)
- Victor Schütze (36)
- Georg Lassen (35)
- Heinrich Lehmann-Willenbrock (33) (inspiratiebron voor de roman Das Boot (1973), die in 1981 is verfilmd als Das Boot)
- Herbert Schultze (32)
- Heinrich Liebe (32)
- Günther Prien (31)

### Nieuwe ontwikkelingen in U-boot aandrijving

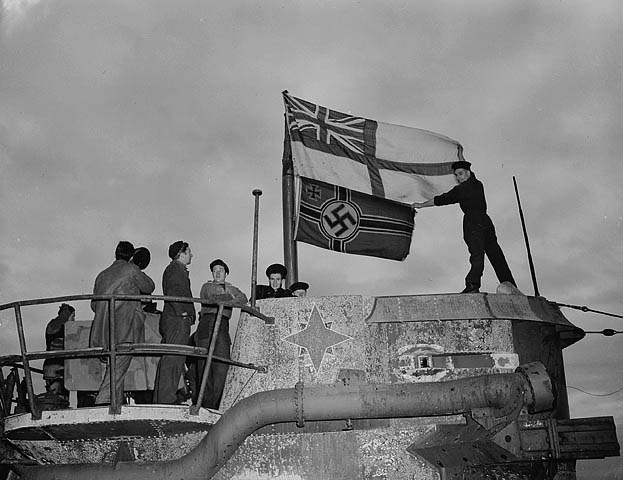
Deze U-boot heeft zich in 1945 overgegeven. Aan de onderkant van de commandotoren loopt een horizontale buis. Aan de voorkant van de buis wordt, in opgerichte toestand, de snuiver aangesloten om lucht naar de machinekamer te brengen, en uitlaatgasen af te voeren.

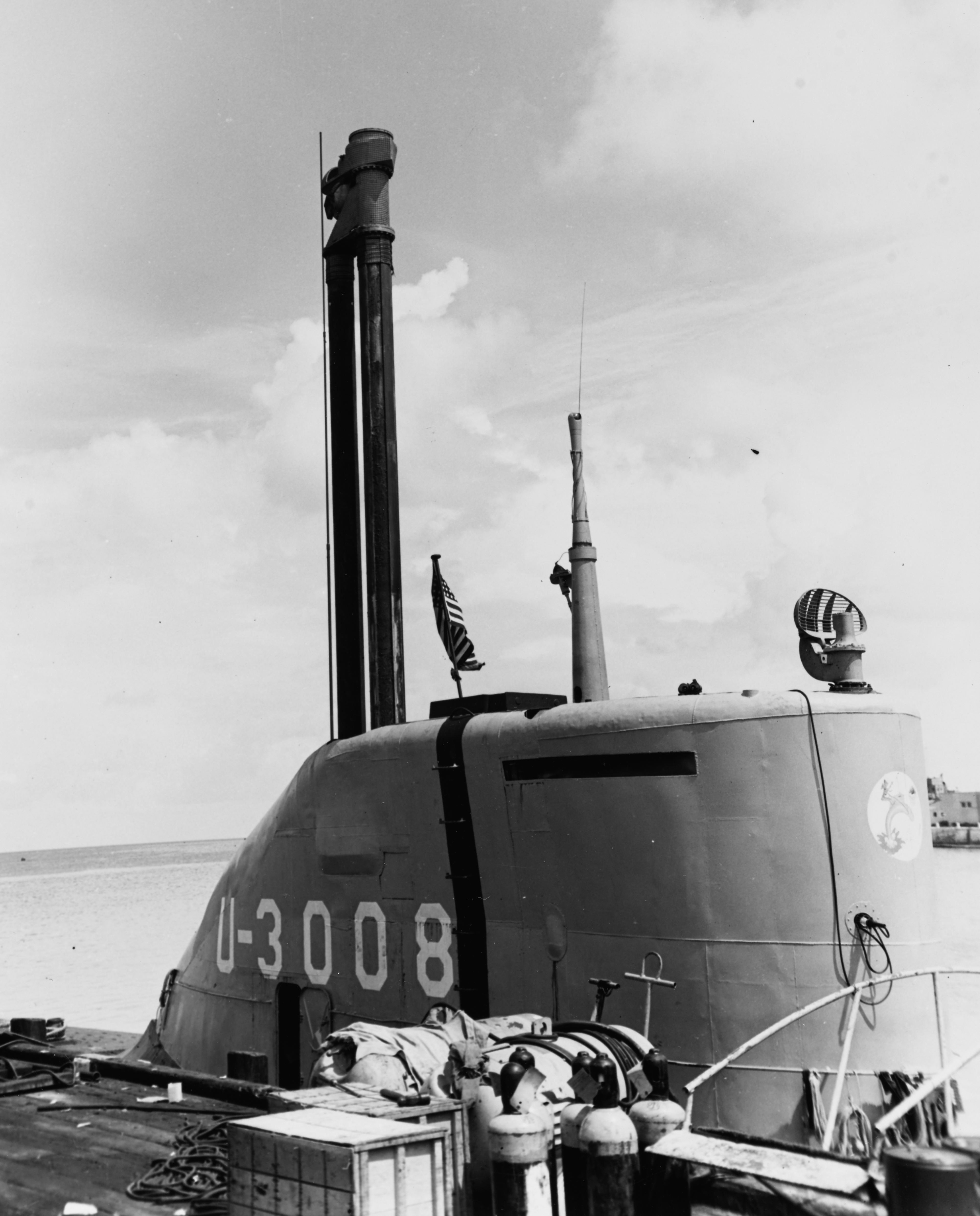
De snuiver op een Type XXI U-boot was standaard ingebouwd achter de commandotoren

Na de inval in Nederland in mei 1940 hadden de Duitsers een snuiver (ook wel snorkel genoemd) ontdekt op een Nederlandse onderzeeër. Ze hadden er echter weinig aandacht aan geschonken. Met behulp van de snuiver kon een onderzeeboot onder water blijven maar via een inplooibaar ventilatieapparaat toch lucht aanzuigen voor de dieselmotoren. De batterijen konden dus herladen worden zonder dat de U-boot aan de oppervlakte moest komen waar hij gemakkelijk met radar ontdekt kon worden. Ook kon men nu onder water varen op periscoopdiepte met de dieselmotoren. De snuiver had ook nadelen : als de snuiver blokkeerde werd alle lucht uit de boot gezogen en kon de bemanning vergiftigd raken door de uitlaatgassen van de dieselmotoren. Latere radarsets van de geallieerden waren ook in staat om snuivers te detecteren. De snuiver was ook moeilijk te gebruiken, er gebeurden veel ongevallen mee, maar de snuiver was een goede tussenoplossing totdat men een betere onderwateraandrijving gevonden had. Nieuwbouw U-boten werden er standaard mee uitgerust, en ook frontboten werden omgebouwd om een snuiver te kunnen gebruiken. Op 3 januari 1944 vertrok de eerste frontboot op patrouille met een snuiver.
Dönitz verwachtte veel van de Walter-U-Boten die waterstofperoxide als brandstof gebruikten. Vier experimentele boten bewezen dat het concept kon werken, maar het was niet bruikbaar voor oorlogsdoeleinden: het systeem bleef mechanisch niet betrouwbaar, waterstofperoxide was veel te gevaarlijk en de actieradius was te klein. Als alternatief werden de 'Elektroboote' ontwikkeld: dit type onderzeeër kreeg een sterk vergrote batterijcapaciteit, werd standaard met een snuiver ontwikkeld en kreeg een gestroomlijnde romp voor onderwatervaart. De vergrote batterijcapaciteit liet onderwatervaart toe met tot dan toe ongekende snelheid en actieradius, wat een revolutie betekende in de onderzeebootbestrijding. De Elektroboot werd in twee types ontwikkeld : een grote boot van het Type XXI voor operaties tot ver in de Atlantische Oceaan en een kleine van het Type XXIII, voor kustoperaties. Deze Elektroboten werden in massaproductie genomen, maar alleen een paar Type XXIII U-boten kwamen op tijd klaar voor inzet aan het front.

### Het leven aan boord van een U-boot

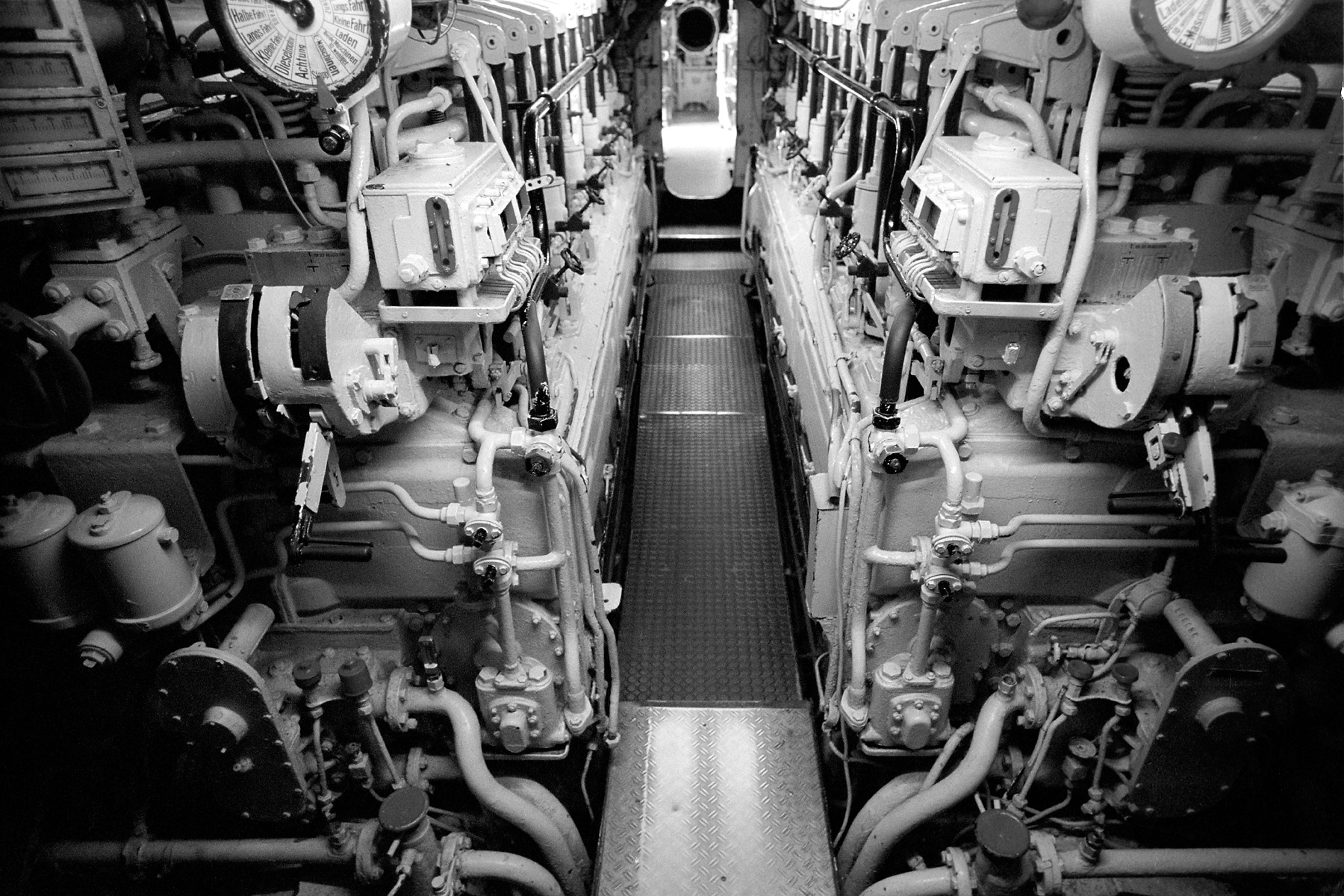
De eng bemeten machinekamer van een type VII U-boot met de twee dieselmotoren

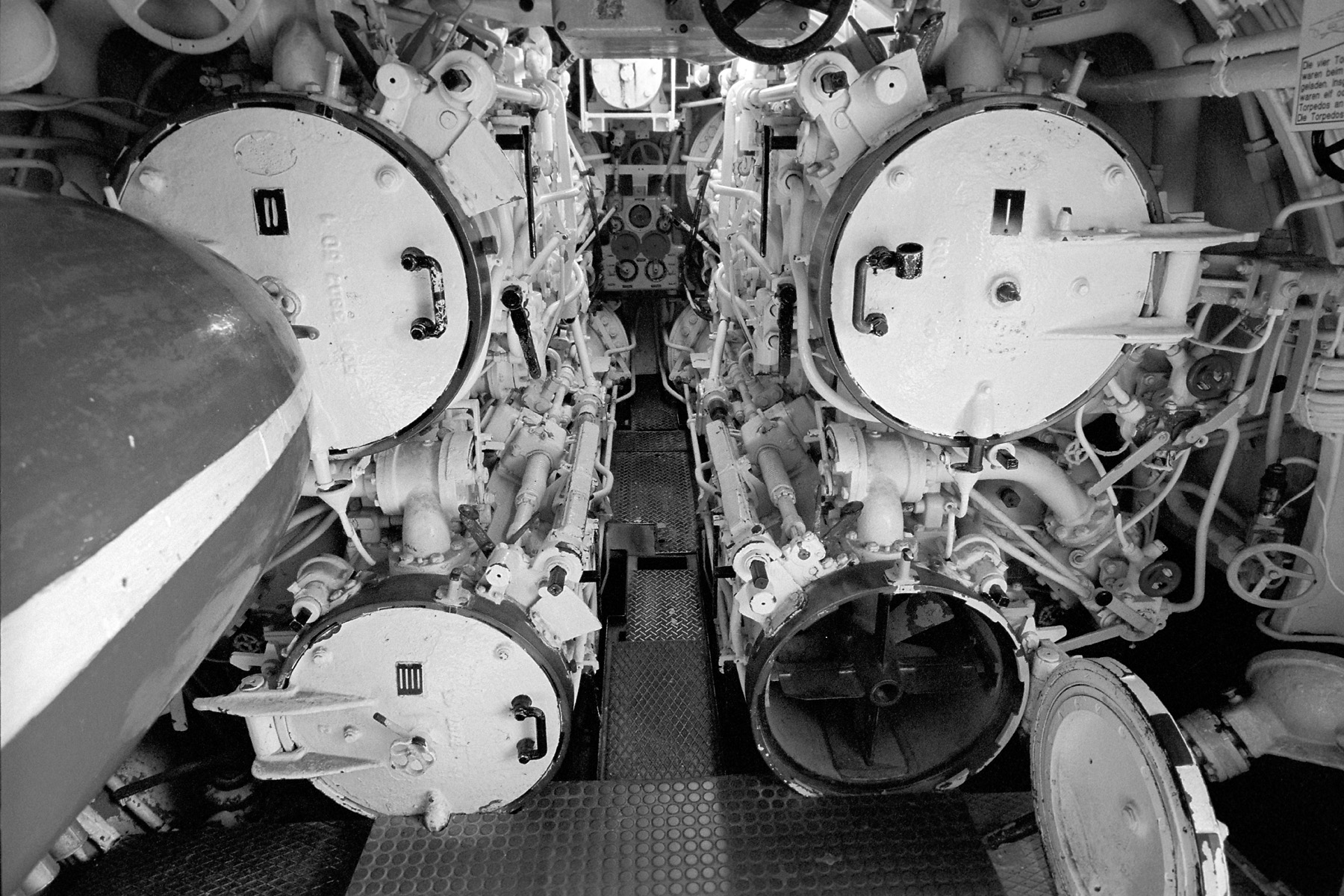
Het boegruim met de vier torpedobuizen van een type VII U-boot

Terwijl de U-bootcommandanten werden gemythologiseerd en geromantiseerd als helden, was het leven aan boord van een U-boot verre van romantisch. Volgens sommige historici behoorde de Unterwasser Marine tot de zwaarste en gevaarlijkste onderdelen van de Duitse strijdkrachten.
De 45-koppige bemanning van een onderzeeër zat maandenlang opgesloten in een donkere, vochtige en smerige ruimte van niet langer dan 50 meter en niet breder dan 3 meter. Er was vrijwel altijd lawaai van de diesel- of elektromotoren en doordat de warmte van deze motoren niet kon ontsnappen liepen de temperaturen soms op tot boven de 50 graden Celsius. De lucht was doordrongen van de geur van zweet, olie, beschimmelde kleren en uitlaatgassen. Het plafond hing vol met voedsel. Er was in de U-boot geen stromend water en maar 1 toilet voor 45 man. De bemanningsleden konden zich zelden wassen of scheren.
Het voedsel beschimmelde, door de combinatie van hitte en vocht, razendsnel: vers fruit ging 2 weken mee en bruin brood was na 3 weken zo beschimmeld dat het door de bemanning een wit konijn werd genoemd. Vlees ging, dankzij de hoeveelheid pekel, iets langer mee. Tegen het einde van een reis leefde de bemanning op ingeblikte vis en bier.
Het grootste probleem was de krappe ruimte: iedere centimeter werd benut. Bemanningsleden moesten hun bed delen met twee andere personen: ze werkten in ploegendiensten; als de een sliep was de ander aan het werk. Privacy aan boord van een U-boot bestond niet. Ook de torpedoruimte vooraan was krap bemeten voor de torpedobedieners die er moesten werken, leven en slapen. Als de torpedo's verschoten waren, hadden de torpedisten wat meer ruimte en bewegingsvrijheid.
De combinatie van een gebrek aan daglicht, krappe ruimte, slechte hygiëne en gebrek aan privacy leidde ertoe dat bemanningsleden soms psychisch volledig van slag raakten.
De Duitse journalist Lothar-Günther Buchheim maakte tijdens de oorlog een reis met een U-boot mee. Later schreef hij over de reis het boek Das Boot. In de verfilming uit 1981 (Das Boot) worden de gevaren en de moeilijke omstandigheden op beklemmende wijze verbeeld.

### Het mislukken van de tonnage-oorlog
Vanaf mei 1943 ging het vrij plotseling bergafwaarts met de resultaten van de U-boten. Het aantal tot zinken gebrachte geallieerde schepen nam sterk af, en het aantal eigen verliezen nam sterk toe. 
- De geallieerden kregen steeds betere radarinstallaties waardoor ze onderzeeboten die aan de oppervlakte voeren konden opsporen. Ook 's nachts waren U-boten zichtbaar op de radar.
- De geallieerden patrouilleerden doorlopend met vliegtuigen, het was daardoor voor U-bootcommandanten bijna onmogelijk om overdag ongezien boven water te varen.
- De geallieerden waren zeer innovatief bij het verbeteren van wapens en opsporingsapparatuur. De nieuwe ASDIC was een grote verbetering, en de dieptebommen werden steeds doeltreffender.
- De belangrijkste reden voor de ondergang van de U-bootmarine was echter het kraken van de codeberichten, die versleuteld waren door middel van de Enigma codeermachine. De Duitsers wisten niet dat hun communicatie afgeluisterd en ontcijferd werd door de geallieerden.

De geallieerden bouwden duizenden schepen volgens een soort lopendebandsysteem. Een voorbeeld hiervan is het beroemde liberty-schip, gebouwd met standaardonderdelen, dat binnen tien dagen nadat de kiel gelegd was te water kon worden gelaten. Ondanks het torpederen door de Duitsers van vele geallieerde schepen bleef er zodoende voldoende scheepstonnage voorhanden.

### Verschillende typen onderzeeboten
U-boot types :

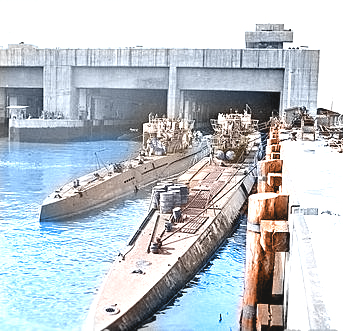
Een Type VII en een Type IX U-boot in Trondheim (Noorwegen)

- Type I, een mislukt ontwerp voor een 900-ton U-boot. Slechts 2 gebouwd.
- Type II, een kustonderzeeër van 250 ton. Gebouwd in 4 steeds grotere subvarianten waarvan de laatste voldoende actieradius had om ook ingezet te worden in de strijd tegen noordatlantische konvooien. Van de 50 geproduceerde type II onderzeeërs zijn er vele gebruikt voor opleiding.
- Type VII, een onderzeeër van 750 ton gebouwd voor aanvallen op konvooien. Dit type is gedurende heel de Tweede Wereldoorlog in productie gebleven, in steeds verbeterde subvarianten. Een mijnenlegger- en bevoorradingsvariant zijn in beperkte aantallen geproduceerd. Met meer dan 700 geproduceerde exemplaren is dit de meest gebouwde onderzeeër ooit.
- Type IX, een langeafstandsonderzeeër van 1000 ton. Deze onderzeeër kwam ook in meerdere varianten, waarvan de subvariant IXD bijna dubbel zo groot was en een extreem grote actieradius had om in de Indische Oceaan te kunnen opereren. Deze worden ook wel U-Boot kruisers genoemd. Na de type VII was dit de meest voorkomende frontboot met een kleine 200 exemplaren.
- Type X, een mijnenlegger van 2000 ton, maar gewoonlijk als bevoorradingsschip ingezet. Slechts 8 gebouwd.
- Type XIV, een U-boot tanker van 1900 ton. Slechts 10 van gebouwd.
- Type XVII, de zogenoemde Walter-onderzoeksboten op waterstofperoxide.
- Type XVIII, de zogenoemde Walter-boten op waterstofperoxide.
- Type XXI, een 1600 ton Elektro U-boot. Meer dan 100 U-boten van dit type zijn gebouwd, maar deze U-boten waren niet op tijd inzetbaar aan het front. Pas enkele dagen voor de capitulatie vertrokken de eerste type XXI onderzeeër op oorlogspatrouille.[11]
- Type XXIII, een 250 ton kustonderzeeër Elektro U-boot. Van dit type zijn ongeveer 60 exemplaren afgewerkt, en enkele type XXIII U-boten hebben effectief oorlogspatrouilles gevaren. De laatste twee schepen die verloren gegaan zijn in Europese wateren werden door een type XXIII onderzeeër vernietigd.[12]

Mini onderzeeërs :
- Type XXVII Seehund, een kleine tweemans onderzeeër.
- Biber, éénpersoonsonderzeeboot bewapend met twee torpedo's.
- Molch, éénpersoonsonderzeeboot bewapend met twee torpedo's.